# In Flanders Fields

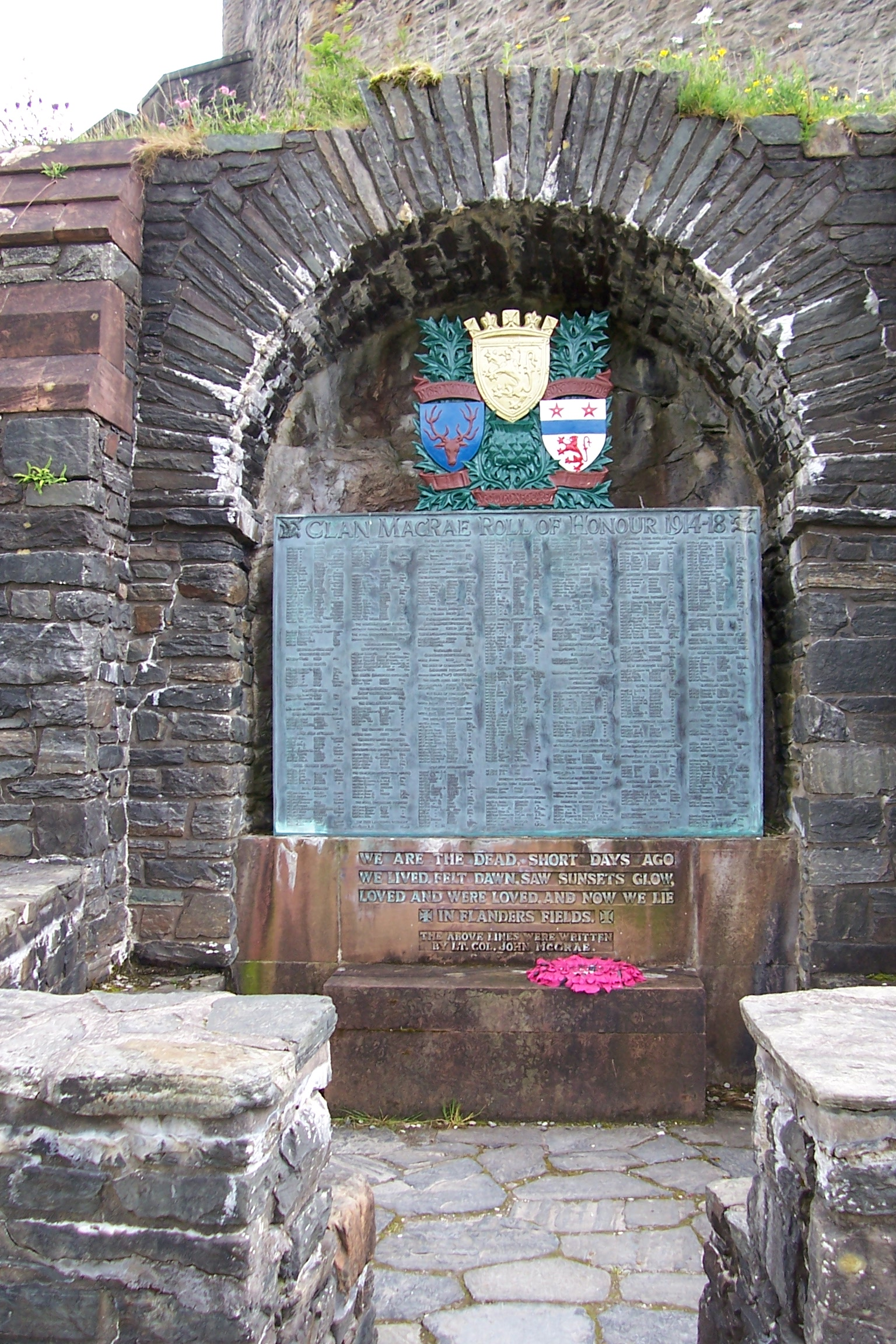
De Clan McRae Roll of Honour 1914-18 bij het Schotse Eilean Donan Castle, met daarop enkele regels uit In Flanders Fields

In Flanders Fields is een oorlogsgedicht geschreven tijdens de Eerste Wereldoorlog door de Canadese militaire arts en dichter John McCrae. De definitieve versie verscheen op 8 december 1915 in het weekblad Punch. Het beeld van klaprozen in Vlaamse velden uit het gedicht ligt aan de basis van de remembrance poppy als eerbewijs aan de gevallenen van het Brits Gemenebest.

## Totstandkoming
McCrae vocht aan het front als legerarts en majoor van de Canadian Expeditionary Force, onderdeel van het Britse leger. Hij schreef het gedicht terwijl hij in mei 1915 de geallieerde posities verdedigde in de Tweede Slag om Ieper. Het was een van de eerste offensieven die de Duitsers lieten voorafgaan door gifgas. Toen zijn vriend Alexis Helmer door een granaat werd gedood, leidde McCrae zelf de uitvaartdienst. Volgens sergeant-majoor Cyril Allinson schreef hij het werk de dag nadien in het Advanced Dressing Station bij Ieper, zittend op de tredplank van een ziekenwagen en met een oog op het graf van Helmer in het aangroeiende Essex Farm Cemetery. Op de plek van die hulppost is later de Kanaalsite John McCrae ingericht. 
Het gedicht was geliefd bij soldaten, die het vaak uit het hoofd leerden of opnamen in brieven naar huis.
Zelf stierf McCrae in het laatste jaar van de oorlog, aan longontsteking en hersenvliesontsteking. Hij werd 45 jaar oud.

## Vorm
Het gedicht lijkt sterk op een rondeel. Het heeft twee rijmklanken, maar meer regels (vijftien in plaats van de gebruikelijke acht). Ook zijn er veel alliteraties. Het metrum is jambisch.

## Klaprozen
Klaprozen (poppies) bloeien als andere planten in de buurt dood zijn. Klaprozenzaden kunnen jarenlang op de grond liggen en pas beginnen te groeien als de nabije planten en struiken weg zijn, bijvoorbeeld als de grond werd omgewoeld en vervuild. De meeste klaprozen zijn altijd waar te nemen op plekken waar slooppuin in de grond ligt. De klaproos is namelijk een pioniersoort.
Natuurlijk was de grond rond de loopgraven in de Eerste Wereldoorlog grondig 'omgespit' en besmet door de gevechten en bombardementen. McCrae moet dan ook honderden klaprozen hebben zien bloeien toen hij in 1915 het gedicht schreef.
Maar de klaproos heeft nog een andere betekenis in In Flanders fields. Sommige klaprozen, die gerekend worden tot de papavers, worden gebruikt om opium en morfine van te maken; morfine is een sterk verdovend middel dat vaak werd gebruikt om de pijn van gewonde soldaten te stillen – soms voor eeuwig. De laatste verzen We shall not sleep, though poppies grow / In Flanders fields duiden op de verdovende werking van morfine.
Daarbij is de aanblik van de bloem vervuld van symboliek: niet alleen zijn de blaadjes rood als het bloed van de gevallenen, en is het binnenste zwart, kleur van rouw, in het hart van de bloem is ook een kruisvorm te zien, christelijk symbool van lijden en verlossing bij uitstek.

Daarnaast is de connectie tussen oorlog, Vlaanderen en klaprozen ouder dan het gedicht van McCrae. Al in 1694 schreef James Drummond, 4de graaf van Perth, toen hij een jaar na de slag bij Neerwinden over het slagveld reed in een brief aan zijn zus: 
"The ground that’s cultivated has two stalks of that popie which you call cock-poses for one of grain; and where it is lying untilled a scarlet sheet is not of a deeper dye nor seems more smooth than all the ground is with those flowers, as if last year’s blood has taken root and appeared this year in flowers."
In september 1882 verschijnt in The Century Illustrated Monthly Magazine het gedicht "From Landen to Neerwinden" van Minnie Irving gebaseerd op deze anekdote: 
"For there began from friend and foe
A million scarlet flowers to grow,
And every flower a poppy red,
Until a gorgeous garden spread
From Landen to Neerwinden."

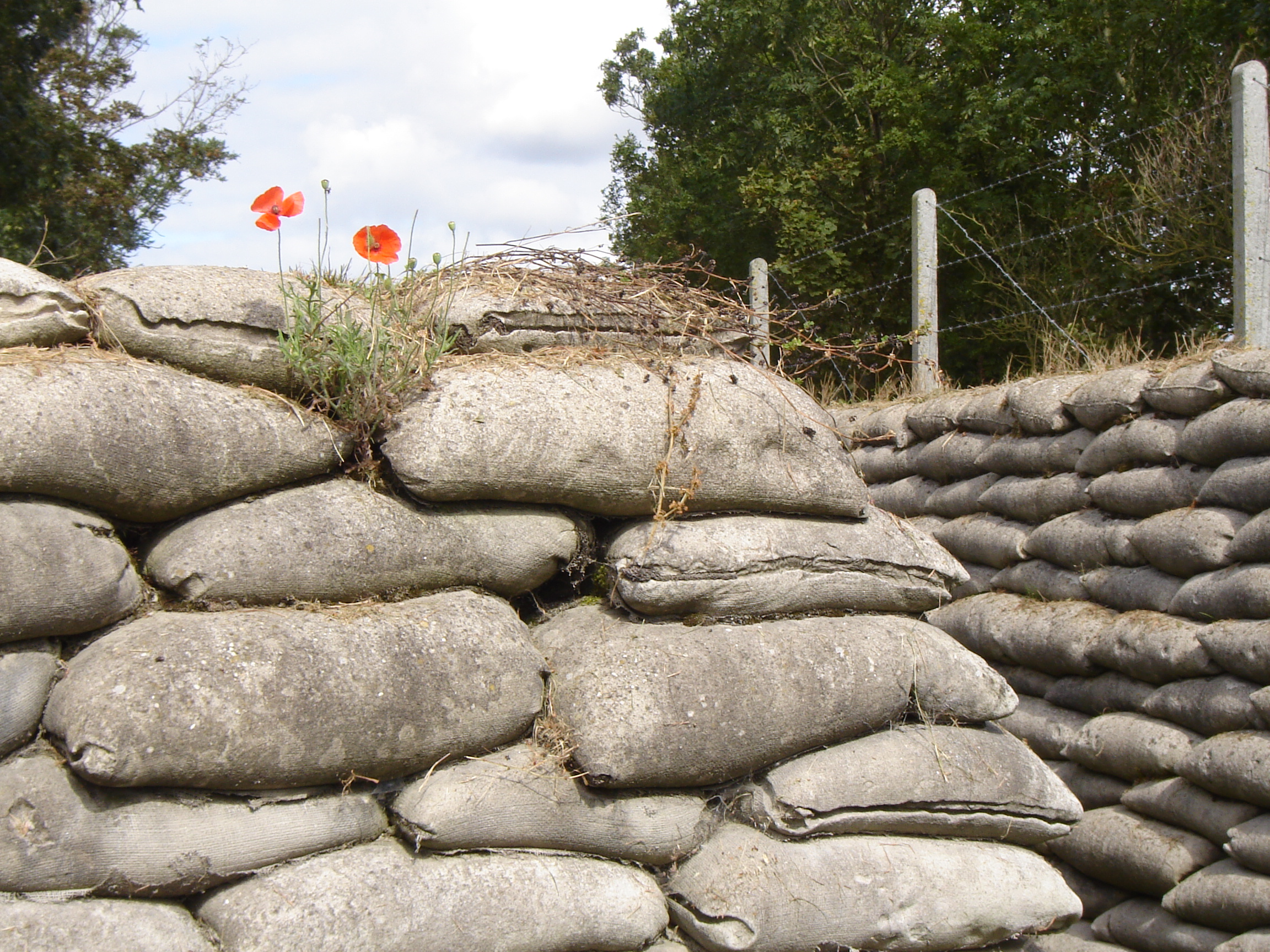
Klaprozen in de Dodengang
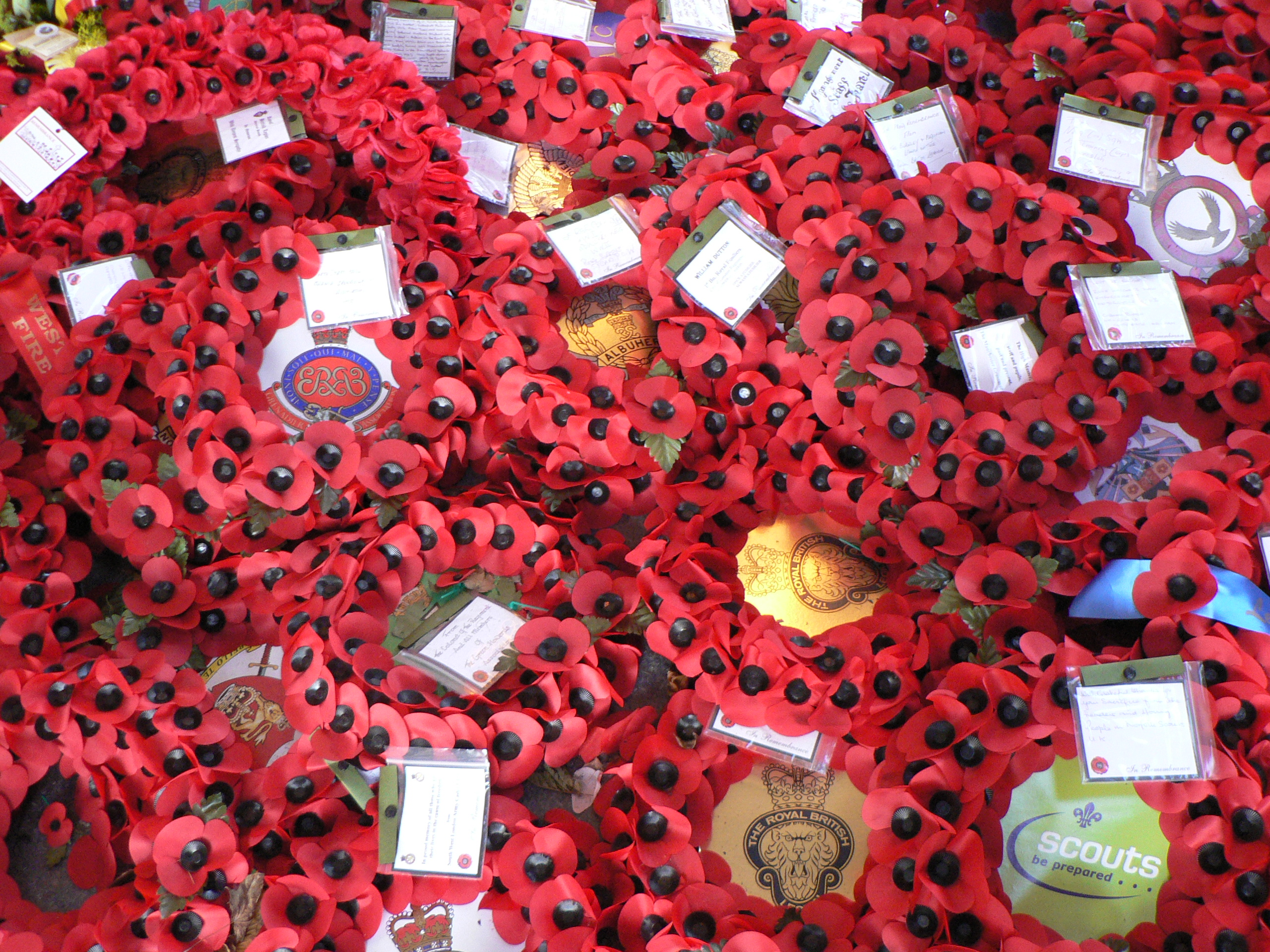
Kransen van kunstklaprozen, bij een herdenking bij de Menenpoort

## Nederlandse vertalingen
Van het gedicht In Flanders Fields werden in België en Nederland meer dan een dozijn vertalingen en bewerkingen gemaakt. 
De eerste Nederlandse vertaling van het gedicht verscheen in 1919 onder de titel De kollebloemen van Vlaanderen en was van de hand van Rachel Schaballie:
In Flanders fields the poppies blow
Between the crosses, row on row
That mark our place; and in the sky
The larks, still bravely singing, fly
Scarce heard amid the guns below.

We are the Dead. Short days ago
We lived, felt dawn, saw sunset glow,
Loved, and were loved, and now we lie
In Flanders fields.

Take up our quarrel with the foe:
To you from failing hands we throw
The torch; be yours to hold it high.
If ye break faith with us who die
We shall not sleep, though poppies grow
In Flanders fields.
Vlaanderens hart bloedt in zijn kollebloemen open,
tussen de kruisjes door, die, rij naast rij geplant,
het simpel teeken zijn, waaronder wij steeds hoopen,
dat onze milde dood de vree werd voor dit land.
Bij rooden dageraad volgden wij in het blauwe
den zoeten leeuwerik, wiens jubel werd gestoord
door schroot en vloek en klacht. Tot men ons kwam houwen
en op dit Vlaamsche veld ons streven werd gesmoord.
Gij, die nu na ons leeft, wij reiken u de toortsen,
verheft ze naar het licht, elk roepe een nieuwen held:
verbreekt gij onze trouw, dan wordt in wreedste koortsen
ons 't heilig verbod te slapen in dit veld:
in elke kollebloem zouden wij blijvend bloeden!
Andere vertalingen zijn gemaakt door: Paul Claes (2002), Tom Lanoye (2001), Benno Barnard (2000), Ivo Buyle (1999), Jan Eijkelboom, Piet / Wim Chielens (1996), Herwig Verleyen (1994), André Christiaens (1981), Bert Decorte (1972), Anton van Wilderode (1970), Hugo Claus (1968), Eugène Mattelaer (1966) en Rachel Schaballie (1919). Ter vergelijking hier het begin van het gedicht in enkele vertalingen.
- (In Vlaamse velden) Papaver bloeit in Vlaamse velden / waar rij aan rij de kruisen melden […] (Paul Claes, 2002)
- (In Vlaamse velden) In Vlaamse velden klappen rozen open / tussen witte kruisjes, rij op rij […] (Tom Lanoye, 2001)
- (In Vlaanderen) Geen Vlaamse klaproos of ze bloeit / wel naast een kruis dat een verknoeid / bestaan markeert […] (Benno Barnard, 2000)
- (In Vlaanderens velden) In Vlaanderens velden staan papavers rood / tussen de kruisen, root aan root […] (Bert Decorte, 1972)
- (In Flanders Fields) In Flanders Fields staan de papavers rood / onder het zwart gelid der houten kruisen […] (Anton van Wilderode, 1970)
- (In Flanders Fields) De grond is hier het vetst / zelfs na al die jaren zonder mest […] (Hugo Claus, 1968)
- (De kollebloemen van Vlaanderen) Vlaanderens hart bloedt in zijn kollebloemen open / tussen de kruisjes door, die, rij naast rij geplant […] (Rachel Schaballie, 1919)